# Saison 1 de RuPaul's Drag Race: Global All Stars
La première saison de RuPaul's Drag Race: Global All Stars est diffusée pour la première fois à partir du 16 août 2024 sur Paramount+ et MTV.
La création d'une version international de RuPaul's Drag Race All Stars est annoncée le 12 décembre 2022. Le casting est composé de douze candidates et est dévoilé le 15 juillet 2024 sur les réseaux sociaux.
La gagnante de la première saison reçoit 200 000 dollars américains.
La gagnante de la saison est Alyssa Edwards, avec comme secondes Kitty Scott-Claus, Kween Kong et Nehellenia.

## Candidates
Les candidates de la première saison de RuPaul's Drag Race: Global All Stars sont :
| Candidate               | Candidate         | Âge | Franchise originale   | Saison originale | Classement original | Classement final |
| ----------------------- | ----------------- | --- | --------------------- | ---------------- | ------------------- | ---------------- |
| Drapeau des États-Unis  | Alyssa Edwards    | 43  | RuPaul's Drag Race    | Saison 5         | 6e place            | Gagnante         |
| Drapeau du Royaume-Uni  | Kitty Scott-Claus | 31  | RuPaul's Drag Race UK | Saison 3         | Seconde             | Secondes         |
| Drapeau de l'Australie  | Kween Kong        | 31  | Drag Race Down Under  | Saison 2         | Seconde             | Secondes         |
| Drapeau de l'Italie     | Nehellenia        | 33  | Drag Race Italia      | Saison 2         | Seconde             | Secondes         |
| Drapeau de la Suisse    | Tessa Testicle    | 25  | Drag Race Germany     | Saison 1         | 8e place            | 5e place         |
| Drapeau de la Suède     | Vanity Vain       | 31  | Drag Race Sverige     | Saison 1         | 3e place            | 6e place         |
| Drapeau du Canada       | Pythia            | 28  | Canada's Drag Race    | Saison 2         | Seconde             | 7e place         |
| Drapeau du Mexique      | Gala Varo         | 34  | Drag Race México      | Saison 1         | Seconde             | 8e place         |
| Drapeau de la France    | Soa de Muse       | 34  | Drag Race France      | Saison 1         | Seconde             | 9e place,        |
| Drapeau des Philippines | Eva Le Queen      | 35  | Drag Race Philippines | Saison 1         | 3e/4e place         | 10e place        |
| Drapeau du Brésil       | Miranda Lebrão    | 34  | Drag Race Brasil      | Saison 1         | Seconde             | 11e place        |
| Drapeau de la Belgique  | Athena Likis      | 27  | Drag Race Belgique    | Saison 1         | Seconde             | 12e place        |

1. ↑  Soa de Muse a remporté le titre de Global Lip Sync Assassin et 50 000 dollars.
2. ↑  Soa de Muse a remporté le titre de Miss Congeniality.

## Progression des candidates
|            |   |                   | Épisode | Épisode | Épisode | Épisode | Épisode | Épisode | Épisode | Épisode | Épisode | Épisode | Épisode | Épisode  |
| 1          | 2 | 3                 | 4       | 5       | 6       | 7       | 8       | 9       | 10      | 11      | 12      |         |         |          |
| ---------- | - | ----------------- | ------- | ------- | ------- | ------- | ------- | ------- | ------- | ------- | ------- | ------- | ------- | -------- |
| Candidates |   | Alyssa Edwards    | WIN     |         | HIGH    | SAFE    | HIGH    | SAFE    | SAFE    | HIGH    | HIGH    | WIN     | INVITÉE | GAGNANTE |
| Candidates |   | Kitty Scott-Claus | HIGH    |         | SAFE    | WIN     | HIGH    | SAFE    | WIN     | WIN     | BTM2    | HIGH    | INVITÉE | SECONDE  |
| Candidates |   | Kween Kong        | WIN     |         | SAFE    | HIGH    | WIN     | HIGH    | SAFE    | WIN     | HIGH    | BTM2    | INVITÉE | SECONDE  |
| Candidates |   | Nehellenia        |         | HIGH    | SAFE    | HIGH    | SAFE    | SAFE    | HIGH    | HIGH    | WIN     | HIGH    | INVITÉE | SECONDE  |
| Candidates |   | Tessa Testicle    |         | HIGH    | HIGH    | SAFE    | SAFE    | WIN     | LOW     | LOW     | LOW     | ELIM    | LOSS    | INVITÉE  |
| Candidates |   | Vanity Vain       |         | WIN     | SAFE    | BTM2    | SAFE    | LOW     | BTM2    | BTM2    | ELIM    |         | LOSS    | INVITÉE  |
| Candidates |   | Pythia            |         | HIGH    | WIN     | LOW     | SAFE    | HIGH    | HIGH    | ELIM    | INVITÉE |         | LOSS    | INVITÉE  |
| Candidates |   | Gala Varo         |         | HIGH    | SAFE    | SAFE    | BTM2    | BTM2    | ELIM    |         | INVITÉE |         | TOP2    | INVITÉE  |
| Candidates |   | Soa de Muse       | HIGH    |         | BTM2    | SAFE    | SAFE    | ELIM    |         |         | INVITÉE |         | GLAS    | MISS S.  |
| Candidates |   | Eva Le Queen      |         | TOP2    | SAFE    | SAFE    | ELIM    |         |         |         | INVITÉE |         | LOSS    | INVITÉE  |
| Candidates |   | Miranda Lebrão    | HIGH    |         | LOW     | ELIM    |         |         |         |         | INVITÉE |         | LOSS    | INVITÉE  |
| Candidates |   | Athena Likis      | HIGH    |         | ELIM    |         |         |         |         |         | INVITÉE |         | LOSS    | INVITÉE  |

 La candidate a gagné RuPaul's Drag Race: Global All Stars.
 La candidate est arrivée seconde.
 La candidate a remporté le titre de Miss Congeniality.
 La candidate a gagné le maxi défi de la semaine.
 La candidate a été une des deux meilleures candidates de la semaine mais n'a pas gagné le lip-sync.
 La candidate a reçu des critiques positives des juges et a été déclarée sauve.
 La candidate a été déclarée sauve.
 La candidate a reçu des critiques négatives des juges et a été déclarée sauve.
 La candidate a été en danger d'élimination.
 La candidate a été éliminée.
 La candidate a perdu le tournoi de lip-syncs.
 La candidate a accédé au lip-sync final mais a perdu le lip-sync.
 La candidate a remporté le tournoi de lip-syncs.

## Lip-syncs
| Épisode | Candidate                                                          | vs.                                                                | Candidate                                                          | Chanson                  | Artiste                              | Gagnante                  |
| ------- | ------------------------------------------------------------------ | ------------------------------------------------------------------ | ------------------------------------------------------------------ | ------------------------ | ------------------------------------ | ------------------------- |
| 1       | Alyssa Edwards                                                     | vs.                                                                | Kween Kong                                                         | Only Girl (In the World) | Rihanna                              | Alyssa Edwards Kween Kong |
| 2       | Eva Le Queen                                                       | vs.                                                                | Vanity Vain                                                        | Paranoia                 | Danna Paola                          | Vanity Vain               |
| Épisode | Candidate                                                          | vs.                                                                | Candidate                                                          | Chanson                  | Artiste                              | Candidate éliminée        |
| 3       | Athena Likis                                                       | vs.                                                                | Soa de Muse                                                        | Bad Idea Right?          | Olivia Rodrigo                       | Athena Likis              |
| 4       | Miranda Lebrão                                                     | vs.                                                                | Vanity Vain                                                        | Spice Up Your Life       | Spice Girls                          | Miranda Lebrão            |
| 5       | Eva Le Queen                                                       | vs.                                                                | Gala Varo                                                          | Take on Me               | A-ha                                 | Eva Le Queen              |
| 6       | Gala Varo                                                          | vs.                                                                | Soa de Muse                                                        | Bang Bang                | Jessie J, Ariana Grande, Nicki Minaj | Soa de Muse               |
| 7       | Gala Varo                                                          | vs.                                                                | Vanity Vain                                                        | Mahna Mahna              | Les Muppets                          | Gala Varo                 |
| 8       | Pythia                                                             | vs.                                                                | Vanity Vain                                                        | I Drove All Night        | Céline Dion                          | Pythia                    |
| 9       | Kitty Scott-Claus                                                  | vs.                                                                | Vanity Vain                                                        | Believe                  | Cher                                 | Vanity Vain               |
| 10      | Kween Kong                                                         | vs.                                                                | Tessa Testicle                                                     | Don't Leave Me This Way  | Thelma Houston                       | Tessa Testicle            |
| Épisode | Candidate                                                          | vs.                                                                | Candidate                                                          | Chanson                  | Artiste                              | Gagnante                  |
| 11      | Eva Le Queen                                                       | vs.                                                                | Vanity Vain                                                        | Just What They Want      | RuPaul                               | Eva Le Queen              |
| 11      | Soa de Muse                                                        | vs.                                                                | Tessa Testicle                                                     | A.S.M.R Lover            | RuPaul                               | Soa de Muse               |
| 11      | Athena Likis                                                       | vs.                                                                | Pythia                                                             | Jealous of My Boogie     | RuPaul                               | Athena Likis              |
| 11      | Gala Varo                                                          | vs.                                                                | Miranda Lebrão                                                     | Cha Cha Bitch            | RuPaul                               | Gala Varo                 |
| 11      | Eva Le Queen                                                       | vs.                                                                | Gala Varo                                                          | Call Me Mother           | RuPaul                               | Gala Varo                 |
| 11      | Athena Likis                                                       | vs.                                                                | Soa de Muse                                                        | U Wear It Well           | RuPaul                               | Soa de Muse               |
| 11      | Gala Varo                                                          | vs.                                                                | Soa de Muse                                                        | The Beginning            | RuPaul                               | Soa de Muse               |
| 12      | Alyssa Edwards vs. Kitty Scott-Claus vs. Kween Kong vs. Nehellenia | Alyssa Edwards vs. Kitty Scott-Claus vs. Kween Kong vs. Nehellenia | Alyssa Edwards vs. Kitty Scott-Claus vs. Kween Kong vs. Nehellenia | Bad Romance              | Lady Gaga                            | Alyssa Edwards            |

 La candidate a remporté le lip-sync et la saison.
 La candidate a remporté le lip-sync et est déclarée gagnante de l'épisode.
 La candidate a été éliminée après sa première fois en danger d'élimination.
 La candidate a été éliminée après sa deuxième fois en danger d'élimination.
 La candidate a été éliminée après sa troisième fois en danger d'élimination.
 La candidate a été éliminée après sa quatrième fois en danger d'élimination.
 La candidate a gagné le lip-sync et a accédé au round suivant du tournoi de lip-syncs.
 La candidate a remporté le tournoi de lip-syncs et a reçu le titre de Global Lip Sync Assassin.

## Juges invités
Cités par ordre d’apparition :
- Adriana Lima, mannequin brésilienne ;
- Danna Paola, chanteuse et actrice mexicaine ;
- Matt Rogers, comédien américain ;
- Ross Mathews, animateur américain ;
- Carson Kressley, styliste américain ;
- Jasmine Tookes, mannequin américaine ;
- Javier Ambrossi, acteur espagnol ;
- Javier Calvo, acteur espagnol ;
- Graham Norton, présentateur irlandais ;
- Dianne Brill, styliste américaine ;
- Ts Madison, actrice américaine ;
- Ariadna Gutiérrez, mannequin et actrice colombienne.

## Épisodes
| CANDIDATE | Alyssa Edwards | Athena Likis | Kitty Scott-Claus | Kween Kong | Miranda Lebrão | Soa de Muse |
| TALENT    | Lip-sync       | Burlesque    | Chant             | Lip-sync   | Trapèze volant | Chant       |

| CANDIDATE | Eva Le Queen | Gala Varo  | Nehellenia | Pythia  | Tessa Testicle | Vanity Vain |
| TALENT    | Comédie      | Pole dance | Lip-sync   | Comédie | Burlesque      | Chant       |

| GENRE MUSICAL | LATINX     | LATINX | LATINX      | K-POP          | K-POP        | K-POP          | K-POP          | EUROPOP   | EUROPOP           | EUROPOP    | EUROPOP     |
| ------------- | ---------- | ------ | ----------- | -------------- | ------------ | -------------- | -------------- | --------- | ----------------- | ---------- | ----------- |
| CANDIDATE     | Kween Kong | Pythia | Soa de Muse | Alyssa Edwards | Eva Le Queen | Miranda Lebrão | Tessa Testicle | Gala Varo | Kitty Scott-Claus | Nehellenia | Vanity Vain |

| FILM PARODIÉ | FRANKENSTEIN | FRANKENSTEIN | FRANKENSTEIN   | FRANKENSTEIN | PIRATES DES CARAÏBES : LA MALÉDICTION DU BLACK PEARL | PIRATES DES CARAÏBES : LA MALÉDICTION DU BLACK PEARL | PIRATES DES CARAÏBES : LA MALÉDICTION DU BLACK PEARL | JURASSIC PARK  | JURASSIC PARK     | JURASSIC PARK |
| ------------ | ------------ | ------------ | -------------- | ------------ | ---------------------------------------------------- | ---------------------------------------------------- | ---------------------------------------------------- | -------------- | ----------------- | ------------- |
| CANDIDATE    | Eva Le Queen | Gala Varo    | Tessa Testicle | Vanity Vain  | Nehellenia                                           | Pythia                                               | Soa de Muse                                          | Alyssa Edwards | Kitty Scott-Claus | Kween Kong    |

| CANDIDATE  | Alyssa Edwards | Gala Varo  | Kitty Scott-Claus      | Kween Kong | Nehellenia         | Pythia      | Tessa Testicle  | Vanity Vain  |
| PERSONNAGE | Annie Oakley   | Laura León | Diana Spencer          | King Kong  | Valentino Garavani | Zeus        | Susanne Bartsch | Loreen       |
| DÉFILÉ     | Crème glacée   | Confiserie | Petit déjeuner anglais | Pavlova    | Cassata            | Spanakópita | Gruyère         | Surströmming |